# 康生故居
康生故居共有两处，其中位于山东省青岛市黄岛区珠海街道大台村的一处为康生出生地，1977年12月23日被列入山东省文物保护单位，1980年10月21日被撤销。另在潍坊诸城市南阁街有一处，为张家1917年因匪乱迁往诸城后的住所，已不存。